# Saint-Sylvain (Calvados)
Saint-Sylvain é uma comuna francesa na região administrativa da Normandia, no departamento de Calvados. Estende-se por uma área de 13,48 km². Em 2010 a comuna tinha 1 457 habitantes (densidade: 108,1 hab./km²).